# Laurie Marhoefer
Laurie Marhoefer ist eine nichtbinäre Person, die sich auf die wissenschaftliche und historische Erforschung von queer- und trans-Politik und moderne deutsche Geschichte spezialisiert hat und eine Professur für Geschichte an der US-amerikanischen University of Washington hält. Schwerpunkte sind u. a. die Geschichte des Nationalsozialismus, Holocaust und die Geschichte von AIDS.

## Leben und Forschung
Laurie Marhoefer studierte Geschichte mit Abschlüssen der Rutgers-Universität (2008) in New Brunswick und Columbia (2000).
Marhoefer erforschte die Geschichten von transsexuellen und geschlechtsuntypischen Menschen in Nazi-Deutschland und untersuchte dabei insbesondere die Intersektionalität der nationalsozialistischen Verfolgung. Marhoefers Forschungen zeigen Details über das Leben von Individuen und Gemeinschaften, die bisher von der Geschichte ausgeschlossen waren. Anhand der biografischen Erforschung zu Ilse Totzke wies Laurie Marhoefer darauf hin, dass Lesben das Ziel von Denunziationen und Verfolgung im NS waren und wie sich im Zusammenwirken mit weiteren Verdachtsmomenten die Denunziationen und Verfolgung von lesbischen Frauen und geschlechtsuntypische Personen im Dritten Reich auswirkten.
Laurie Marhoefer erforscht die Erfahrungen queerer Frauen und trans Personen während der Zeit des Holocausts und weist auf die vielfältigen Verfolgungsmechanismen im Dritten Reich hin, die über die Umsetzung spezifischer Gesetze und Maßnahmen hinausgingen. Der Historiker Jake Newsome greift in seinem Buch Pink Triangle Legacies Coming Out in the Shadow of the Holocaust Marhoefers Forschung auf um den Bezug der Verfolgung lesbischer und transsexueller Frauen im NS aus einem „komplizierten Zusammenspiel zwischen den Vorurteilen von Nachbarn und Bekannten und den Methoden der Gestapo“, das queere Frauen in extreme Gefahr brachte, zu beschreiben. Marhoefers Forschungen beschäftigen sich in diesem Zusammenhang mit einer Überschreitung gängiger Geschlechternormen wie Androgynität, weiblicher Maskulinität, Crossdressing und Transvestitismus: Frauen wurden aufgrund eines unkonventionellen „Geschlechtsausdrucks (…) belästigt, terrorisiert und der Gewalt des Staates, der Parteifunktionäre und feindseliger Nachbarn ausgesetzt.“